# Limfjorden Rundt
Limfjorden Rundt er en kapsejlads over fem dage for sejlførende træskibe. Den afholdes hvert år i september. Altid i uge 37. 
Startbyen er Løgstør hvorfra der sejles i etaper til hhv. Thisted, Struer, Nykøbing, Fur og målbyen Skive. 
De enkelte havnebyer laver mange tiltag, når den sejlende danske kulturarv kommer til byen. Ofte er der aktiviteter for publikum på kajen, hvorfra man kan nyde de mange skibe, når de kommer i havn.
Deltagerne fra bådene inviteres i hver havn til fællesspisning - nogle steder beværtet af byen - andre stedet for egen betaling, og hver aften er der etape-præmier.
Sejladserne begyndte i 1988 med seks deltagere i én klasse.
I 2016 deltog 66 skibe fordelt på otte klasser. 
Det største, den tremastede skonnert Marilyn Anne fra Struer er på 135 brt., det mindste, åledrivkvasen Akita fra Skive, er 1,5 brt.

## Feltets størrelse 1988-2022
| År   | Antal skibe | Klasser |
| ---- | ----------- | --- |
| 1988 | 6           | 1 (Fælles) |
| 1989 | 13          | 2 (Over 30 brt – under 30 brt.)                                                                                          |
| 1990 | 26          | 3 (Over 30 brt – under 30 brt. - under 5 brt)                                                                            |
| 1991 | 26          | 3 (Over 25 brt – under 25 brt - Specialklassen)                                                                          |
| 1992 | 41          | 5 (Over 25 brt – mellem 5 og 25 brt – under 5 brt – gaffelrig - bermudarig)                                              |
| 1993 | 24          | 4 (Over 25 brt – under 5 brt – gaffelrig - bermudarig)                                                                   |
| 1994 | 43          | 5 (Over 25 brt – 5-25 brt - under 5 brt – gaffelrig - bermudarig)                                                        |
| 1995 | 47          | 5 (Over 25 brt – 5-25 brt - under 5 brt – gaffelrig - bermudarig)                                                        |
| 1996 | 40          | 5 (Over 25 brt – 5-25 brt - under 5 brt – gaffelrig - bermudarig)                                                        |
| 1997 | 35          | 5 (Over 25 brt – 5-25 brt - under 5 brt – gaffelrig - bermudarig)                                                        |
| 1998 | 44          | 5 (Over 25 brt – 5-25 brt - under 5 brt – gaffelrig - bermudarig)                                                        |
| 1999 | 51          | 5 (Over 25 brt – 5-25 brt - under 5 brt – gaffelrig - bermudarig)                                                        |
| 2000 | 55          | 5 (Over 25 brt – 5-25 brt - under 5 brt – gaffelrig - bermudarig)                                                        |
| 2001 | 55          | 5 (Over 25 brt – 5-25 brt - under 5 brt – gaffelrig - bermudarig)                                                        |
| 2002 | 44          | 5 (Over 25 brt – 5-25 brt - under 5 brt – gaffelrig - bermudarig)                                                        |
| 2003 | 52          | 5 (Over 25 brt – 5-25 brt - under 5 brt – gaffelrig - bermudarig)                                                        |
| 2004 | 52          | 5 (Over 25 brt – 5-25 brt - under 5 brt – gaffelrig - bermudarig)                                                        |
| 2005 | 58          | 8 (3 master – over 45 brt – 25-45 brt – 15-25 brt – 5-15 brt - under 5 brt – gaffelrig - bermudarig)                     |
| 2006 | 64          | 8 (3 master – over 45 brt – 25-45 brt – 15-25 brt – 5-15 brt - under 5 brt – gaffelrig - bermudarig)                     |
| 2007 | 52          | 8 (3 master – over 45 brt – 25-45 brt – 15-25 brt – 5-15 brt - under 5 brt – gaffelrig - bermudarig)                     |
| 2008 | 55          | 8 (3 master – over 45 brt – 25-45 brt – 15-25 brt – 5-15 brt - under 5 brt – gaffelrig - bermudarig)                     |
| 2009 | 60          | 8 (3 master – over 45 brt – 25-45 brt – 15-25 brt – 5-15 brt - under 5 brt – gaffelrig - bermudarig)                     |
| 2010 | 59          | 9 (3 master – over 45 brt – 25-45 brt – 15-25 brt – 5-15 brt - under 5 brt – gaffelrig – bermudarig - følgebåd)          |
| 2011 | 60          | 9 (3 master – over 45 brt – 25-45 brt – 15-25 brt – 5-15 brt - under 5 brt – gaffelrig – bermudarig - følgebåd)          |
| 2012 | 58          | 8 (3 master – over 45 brt – 25-45 brt – 15-25 brt – 5-15 brt - under 5 brt – gaffelrig - bermudarig)                     |
| 2013 | 53          | 8 (3 master – over 45 brt – 25-45 brt – 15-25 brt – 5-15 brt - under 5 brt – gaffelrig - bermudarig)                     |
| 2014 | 59          | 8 (3 master – over 45 brt – 25-45 brt – 15-25 brt – 5-15 brt - under 5 brt – gaffelrig - bermudarig)                     |
| 2015 | 59          | 8 (3 master – over 45 brt – 25-45 brt – 15-25 brt – 5-15 brt - under 5 brt – gaffelrig - bermudarig)                     |
| 2016 | 66          | 8 (3 master – over 45 brt – 25-45 brt – 15-25 brt – 5-15 brt - under 5 brt – gaffelrig - bermudarig)                     |
| 2017 | 64          | 8 (3 master – over 45 brt – 25-45 brt – 15-25 brt – 5-15 brt - under 5 brt – gaffelrig - bermudarig)                     |
| 2018 | 66          | 8 (3 master – over 45 brt – 25-45 brt – 15-25 brt – 5-15 brt - under 5 brt – gaffelrig - bermudarig) + Følgebåde         |
| 2019 | 67          | 7 (3 master – over 45 brt – 25-45 brt – 15-25 brt – 5-15 brt - gaffelrig - bermudarig) + Følgebåde                       |
| 2020 | 53+2+5      | 7 (3 master – over 45 brt – 25-45 brt – 15-25 brt – 5-15 brt - gaffelrig - bermudarig) + Uden for kapsejlads + Følgebåde |
| 2021 | 68+3+6      | 7 (3 master – over 45 brt – 25-45 brt – 15-25 brt – 5-15 brt - gaffelrig - bermudarig) + Uden for kapsejlads + Følgebåde |
| 2022 | 68+1+6      | 7 (3 master – over 45 brt – 25-45 brt – 15-25 brt – 5-15 brt - gaffelrig - bermudarig) + Uden for kapsejlads + Følgebåde |
| 2023 |             | 7 (3 master – over 45 brt – 25-45 brt – 15-25 brt – 5-15 brt - gaffelrig - bermudarig) + Uden for kapsejlads + Følgebåde |